# Obereopsis angustifrons
Obereopsis angustifrons là một loài bọ cánh cứng trong họ Cerambycidae.